# Ernst Schindler (Architekt)

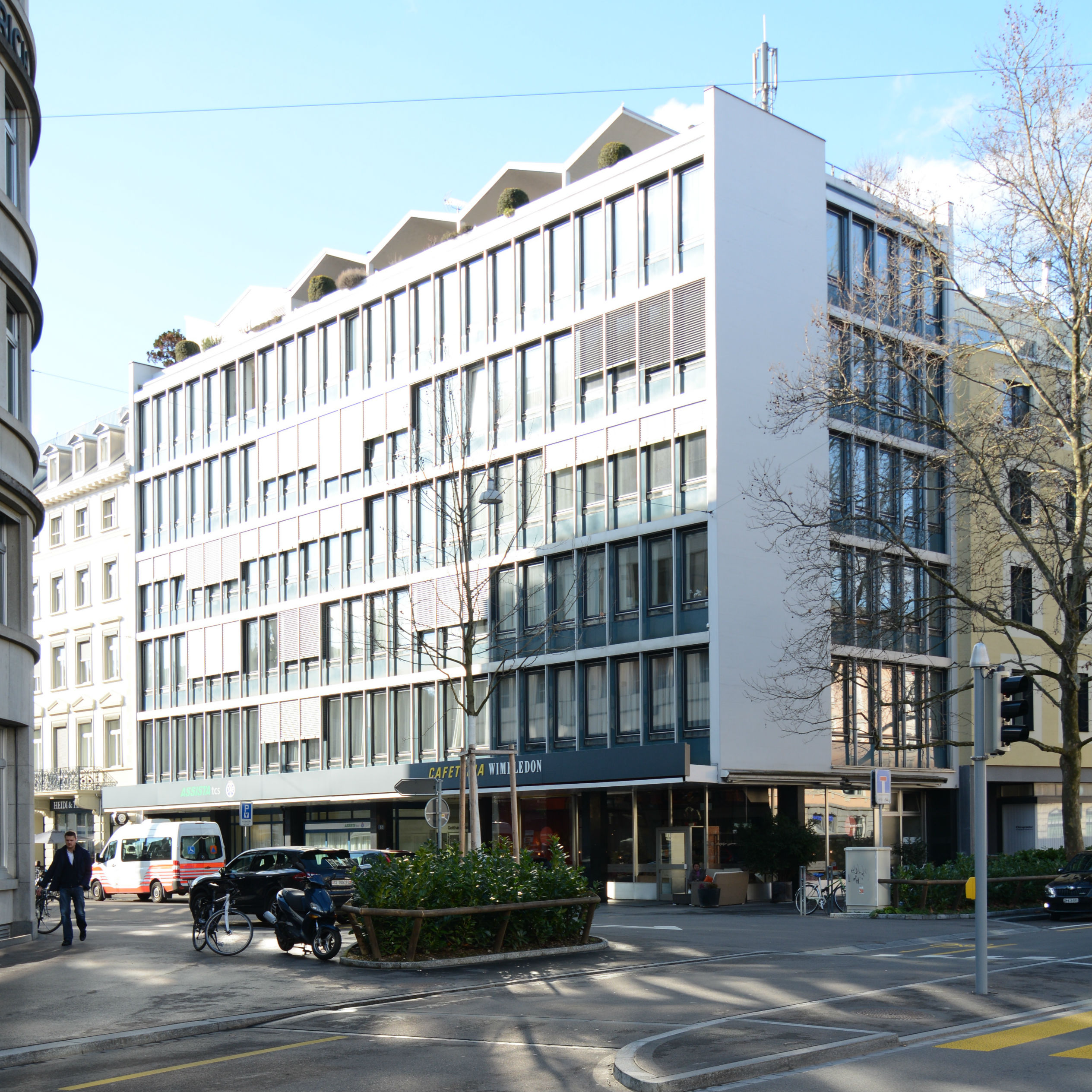
Geschäftshaus Textor, Zürich, 1960.

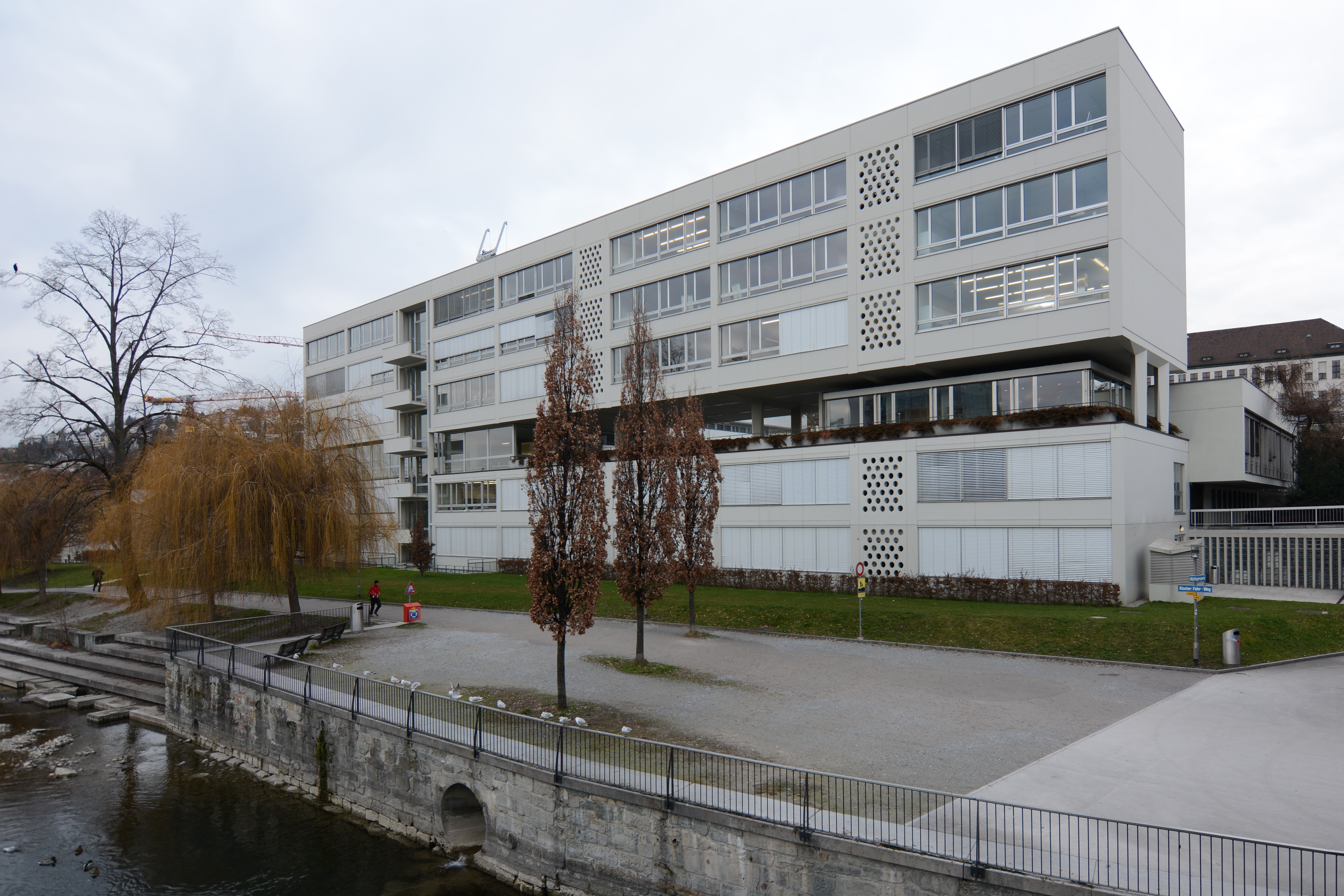
Kreisgebäude 10, Hauswirtschaftsschule und Musikpavillon, Zürich, 1961

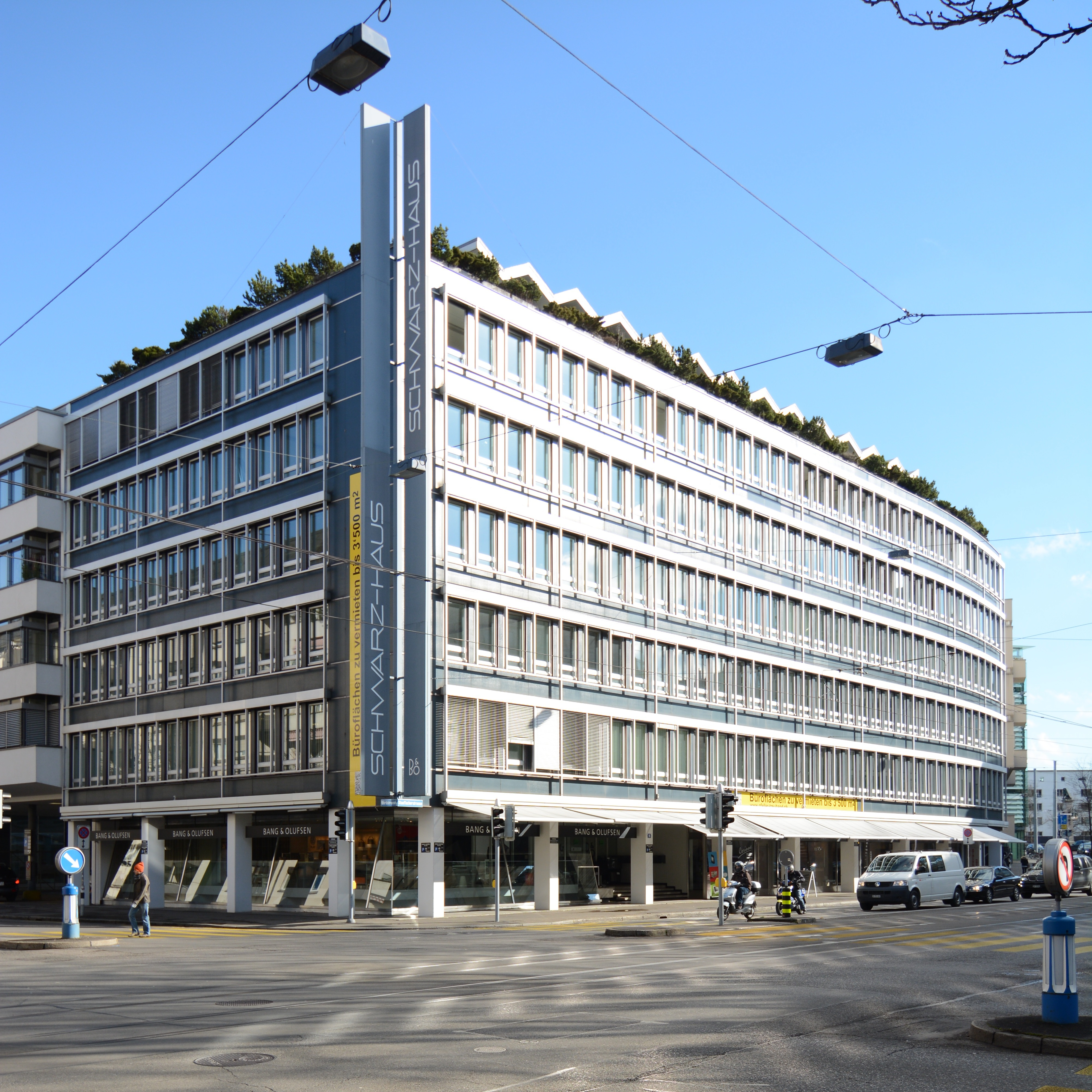
Möbel Schwarz, Zürich, 1964

Ernst Schindler (* 27. Februar 1902 in Zürich; † 27. Juli 1994 ebenda) war ein Schweizer Architekt.

## Ausbildung und erste Berufstätigkeit
Schindler absolvierte das Architekturstudium an der ETH Zürich unter anderem bei Gustav Gull und Karl Moser. Erste Berufserfahrung sammelte er 1925–26 in Hamburg bei Distel und Grubitz und arbeitete im folgenden Jahr bei Le Corbusier in Paris am Wettbewerbsentwurf für den Völkerbundpalast mit. Anschliessend arbeitete er bei Arnold Itten in Thun und schliesslich, 1928–31, bei seinem Lehrer Karl Moser, bevor er sich selbständig machte.
Während er schon während seiner Zeit als angestellter Architekt Wettbewerbserfolge für eigene Projekte erzielte, gelangen ihm 1932 gleich zwei programmatische Beispiele des Neuen Bauens: In der Uferniederung am Bodensee bei Egnach baute er ein Ferienhaus, das Haus Ruprecht, ein winkelförmiger Bau, die Wohnräume aufgeständert wie ein Pfahlbau. Gleichzeitig entstand bei Zürich eine kleine Wohnkolonie in der Nachfolge des Neubühl, an der oberen Heslibachstrasse in Küsnacht, für das Schindler zusammen mit Otto Hans zwei Zeilen mit Reiheneinfamilienhäusern beisteuerte.

## Frey und Schindler
1936 gründete Schindler mit dem sechs Jahre jüngeren Hermann Frey ein gemeinsames Büro mit Niederlassungen in Olten und Zürich, das bis 1947 bestand. Frey hatte zunächst ebenfalls bei Karl Moser gearbeitet und war ab 1932 Mitarbeiter bei Schindler, bevor er Partner wurde. Es entstanden eine Reihe grösserer öffentlicher Bauten in Olten sowie Wohngebäude, Geschäftshäuser und Kleinbauten vor allem in Zürich und Olten.

## 1950er und 1960er Jahre
Nachdem Schindler beispielsweise beim Ideenwettbewerb für das Universitätsspital von 1937 auf sich aufmerksam gemacht hatte, lag sein planerischer Schwerpunkt ab den 1950er Jahren auf dem Krankenhausbau. Daneben entstanden Geschäftshäuser das Haus Textor (1960), mit der Auszeichnung für gute Bauten bedacht, oder der Hauptsitz der Zürcher Kantonalbank (1971), der mittlerweile, im Zuge des Umbaus der 2010er Jahre, unter Denkmalschutz gestellt wurde.
Schindler setzte sich 1985 zur Ruhe. Schindler, der selbst nach seinem Studium eine geförderte Studienreise nach Italien unternehmen konnte, hinterliess eine Stiftung, die es Studienabsolventen ermöglicht, ein Stipendium für eine Studienreise zu erhalten.

## Werke (Auswahl)
Ernst Schindler
- Haus Ruprecht, Ferienhaus, Egnach 1932
- Heslibachweg, Reihenhäuser, Küsnacht 1932

Frey und Schindler
- Strandbad, Olten, 1936–37
- Frohheim, Schulhauserweiterung, Olten, 1936–37
- Verwaltungsgebäude Schweizerischer Samariterbund, Olten, 1938
- Kantonalbank, Binningen, 1937–39
- Glockenhof, Hotel-Restaurant, Olten, 1938
- Atelier- und Wohnhaus, Dolderstr., Zürich, 1940–41
- Schweizerisches Vereinssortiment, Olten, 1947–48
- Kantonsspital, Olten, 1957–66

Ernst Schindler
- Stadtspital Waid, Zürich  1950–53
- Geschäftshaus Textor, Zürich 1955–60
- Stadtspital Triemli, Zürich, 1962–70 (Architektengemeinschaft Ernst Schindler, Rudolf Joss, Helmut Rauber, Roland Rohn, Rolf Hässig, Erwin Müller)
- Spital, Bülach 1957–60
- Kantonsspital, Altdorf 1959–63
- Kreisgebäude, Hauswirtschaftsschule und Musikpavillon, Zürich 1961
- Wohn- und Geschäftshaus Treichlerstr., Zürich 1961–64
- Klinik Balgrist, Zürich, 1961–63
- Möbel Schwarz, Geschäftshaus, Zürich, 1964
- Kreisspital, Bülach, 1967
- Kantonalbank, Hauptsitz, Zürich, 1971

## Belege
1. ↑  N.N.: Haus Ruprecht, Egnach am Bodensee, E. Schindler, Architekt, Zürich. In: Das Werk. Band 21, Nr. 7, 1934, S. 206–209, doi:10.5169/seals-86525.
2. ↑  N.N.: Einfamilienwohnhäuser an der oberen Heslibachstrasse, Küsnacht (Zürich), Architekten E. Schindler und Otto Hans, Zürich. In: Das Werk. Band 21, Nr. 7, 1934, S. 210, doi:10.5169/seals-86526.
3. ↑  Biografische Notiz in: Tec21, abgerufen am 15. Februar 2014.
4. ↑  Ernst Schindler Stiftung (Memento des Originals vom 23. Oktober 2021 im Internet Archive)  Info: Der Archivlink wurde automatisch eingesetzt und noch nicht geprüft. Bitte prüfe Original- und Archivlink gemäß Anleitung und entferne dann diesen Hinweis., abgerufen am 15. Februar 2014.

| Personendaten    | Personendaten       |
| ---------------- | ------------------- |
| NAME             | Schindler, Ernst    |
| KURZBESCHREIBUNG | Schweizer Architekt |
| GEBURTSDATUM     | 27. Februar 1902    |
| GEBURTSORT       | Zürich              |
| STERBEDATUM      | 27. Juli 1994       |
| STERBEORT        | Zürich              |